# リサンプリング
リサンプリング （英:resampling）、再標本化（さいひょうほんか）は、ある標本点系列でサンプリングされた信号を、別の標本点系列でサンプリングされた信号に変換すること。
通常はデジタル信号間の変換だが、サンプリングされていればアナログ信号でもかまわない。音声のような1次元信号に対してもビットマップ画像のような2次元信号に対しても使われ、基本原理は同じだが、用途は異なる。

## 1次元
音声など等間隔サンプリングでは、標本点系列は周波数と位相で表現できる。
このうちサンプリング周波数の変更は、サンプリング周波数変換と呼ばれる。サンプリング周波数が異なる音声規格間の変換や、オーバーサンプリングの前後などに使われる。一方、サンプリング位相の変更はあまり用途がない。サンプリング周波数変換でも位相の自由度があるが、通常は無視される。
欠損値の復元や、より一般的には、不等間隔サンプルから等間隔サンプルを求める処理もリサンプリングの1つである。

## 2次元
ビットマップ画像など2次元信号のリサンプリングは、画像の拡大・縮小・回転・各種変形・1ピクセル未満の端数のある移動など（以下、「変形」と総称）にともない、おこなわれる。
「変形」により新しく標本点（ピクセルの中央）に来た画像の箇所は、「変形」前は、同じないし別の標本点にあったということは少なく、一般には標本点の間のどこかにあった。そのため、リサンプリングが必要となる。
基本原理は1次元信号のリサンプリングと同じだが、新しい標本点が格子状と限らないことや、要求されるLPFの特性が場所や方向によって違うなどにより、理想的な結果を得るにはより複雑な手法が必要とされることが多い。ただし、拡大・縮小に関しては、縦と横の次元を別に処理できるため、1次元信号に近い手法でリサンプリングができる。